# Regression (Geologie)

Schematische Darstellung der Verschiebung der Faziesgürtel während einer Transgression (oben) und während einer Regression (unten). Die Abbildung zur Regression zeigt den Fall einer „forced regression“. In der Regel werden in einem solchen Fall die landwärtigeren Sedimente, die bei Einsetzen der Regression noch zur Ablagerung kamen, während des Meeresspiegeltiefstandes zumindest teilweise erodiert.

Als Regression (von lat. regredior, zurückschreiten) wird in der Geologie das seewärtige Wandern einer Küstenlinie und die dadurch ausgelösten Veränderungen in der Sedimentationsdynamik des davon betroffenen Sedimentbeckens bezeichnet. Eine Regression kann Folge der fortschreitenden Einschüttung von Sedimenten in den Küstenbereich einer Landmasse (engl. normal regression, vgl. →Progradation), der tektonischen Anhebung einer Landmasse oder einer Absenkung des globalen (eustatischen) Meeresspiegels, z. B. durch die klimatisch bedingte Bindung von Wasser in kontinentalen Eismassen sein (beides engl. forced regression).
Eine Regression äußert sich in der Sedimentabfolge durch einen Umschwung von z. B. einem eher marinen Ablagerungsmilieu zu einem eher terrestrischen Ablagerungsmilieu oder nicht selten auch in Form von Schichtlücken.
Im Gegensatz dazu steht die Transgression, bei der die Küstenlinie landeinwärts wandert.